# Fujiwara no Hidesato
Fujiwara no Hidesato (藤原 秀郷) foi um kuge (burocrata da corte), no Século X, do Período Heian da História do Japão. Foi famoso por suas façanhas militares e sua coragem. 

## Vida
Membro do Ramo Hokke dos Fujiwara foi filho de Murao e é considerado  ancestral comum dos seguintes ramos: Yūki , Oyama , e Shimokōbe do Clã Fujiwara  .

## Carreira
Hidesato serviu ao Imperador Suzaku, e lutou ao lado de Taira no Sadamori em 940 na supressão da revolta de Taira no Masakado . Sua oração pela vitória antes desta batalha é comemorado no Festival Kachiya . Hidesato foi então nomeado Chinjufu-shogun (Defensor do Norte) e Governador da Província de Shimotsuke .